# Epidendrum philocremnum
Epidendrum philocremnum Hágsater & Dodson, 2001, è una pianta della famiglia delle Orchidacee endemica dell'Ecuador.

## Descrizione
È un'orchidea di piccole dimensioni con comportamento terricolo (geofita) oppure litofita endemico delle Ande ecuadoregne. E. philocremnum ha steli a forma di canna, eretti, semplici, appiattiti lateralmente, un po' flessuosi, che portano nei 2/3 superiori da 3 a 7 foglie subcoriacee, di forma da ovale a ellittica, bilobate.
La fioritura avviene normalmente in inverno, mediante un'infiorescenza terminale, racemosa, breve, che si origina dall'apice dello stelo maturo e porta normalmente 2 fiori che si aprono contemporaneamente. I fiori sono grandi circa 2 centimetri, con petali e sepali lanceolati ad apice acuto, di colore verde, con labello imbutiforme con labbro spadiforme di colore bianco.

## Distribuzione e habitat
La specie è endemica dell'Ecuador e precisamente dei pendii della cordigliera delle Ande, su scogliere e pendii ripidi, dove cresce terricola (geofita) oppure litofita, ad alte quote, da 1600 a 2200 metri sul livello del mare.

## Coltivazione
Questa pianta necessita di esposizione all'ombra e temperature fresche per tutto l'anno, in particolare dopo la fioritura.